# Rhinocricus sinuosus
Rhinocricus sinuosus är en mångfotingart som beskrevs av Loomis 1938. Rhinocricus sinuosus ingår i släktet Rhinocricus och familjen Rhinocricidae. Inga underarter finns listade i Catalogue of Life.